# Partido de Coronel Pringles
Coronel Pringles es uno de los 135 partidos de la provincia argentina de Buenos Aires.
Tiene 24 420 habitantes (INDEC 2022) y su cabecera es la ciudad de Coronel Pringles. Forma parte de la Sexta Sección Electoral de la provincia de Buenos Aires.
Otro de sus principales centros urbanos es la localidad de Indio Rico.
Sus principales actividades económicas son la agricultura y la ganadería.

## Población
| Población | 6.499 | 14.114   | 21.780  | 23.048 | 21.629 | 22.068 | 22.905 | 23.794 | 22.933 | 24.249 |
| Variación | -     | +117,17% | +54,31% | +5,82% | -6,15% | +2,02% | +3,79% | +3,88% | -3,61% | +6,5%  |

## Historia
En apenas medio siglo, como lo registra el álbum del cincuentenario de 1932 del diario El Orden, se produce la revolucionaria transformación de la extensa llanura silvestre e indómita en un pujante partido y ciudad con un alto crecimiento demográfico y una actividad productiva, comercial y cultural extraordinaria.
- En 1884, en Las Cortaderas, comienza a funcionar la primera escuela del partido. El profesor italiano Miguel Gioffredo Flesia fue su primer maestro y director (ver Museo Flesia). Sólo treinta años después el distrito contaba con 16 escuelas públicas primarias (5 urbanas y el resto rurales), 3 escuelas particulares y una población escolar total de 2 mil niños de ambos sexos.

- La primera manifestación de periodismo data del año 1886 cuando se publicó el periódico que se llamó "La Libertad", de carácter político. Para el año 1930 ya existían 5 periódicos, cuatro de ellos poseían imprenta propia.

- En 1903 se inauguró la primera línea ferroviaria, de la empresa Ferrocarril del Sud, que unía Pringles con Buenos Aires y en 1911 se estableció el Ferrocarril Rosario a Puerto Belgrano, contribuyendo ambas al acelerado progreso que vivió la región. Las líneas telegráficas provinciales estaban establecidas desde comienzos del 1900.

- En 1925, en el epicentro del granero del mundo, en el partido ya había 21.000 habitantes, se cultivaban anualmente 200 mil hectáreas, de las cuales 130 mil se destinaban al trigo. También acompañaban el crecimiento tres entidades bancarias, el Banco de Coronel Pringles, el Banco de la Provincia y el Banco de la Nación. Entre las asociaciones culturales que se destacaron en esa etapa se encuentran el Teatro Español, el Cine San Martín, la Biblioteca Popular, la Asociación Orquestal. También ya existían tres corporaciones agrarias, dos asociaciones de Beneficencia Pública, numerosos clubes de Fútbol y Sociales, cinco Sociedades Mutualistas (Española, Italiana, Cosmopolíta, Francesa e Israelita) y cinco partidos políticos. En 1930 la Compañía Unión Telefónica de la Provincia contaba con 300 abonados.

### Intendentes municipales
| Intendente              | Mandato                                           | Partido | Partido | Alianza | Alianza | Elecciones |
| ----------------------- | ------------------------------------------------- | ------- | ------- | ------- | ------- | ---------- |
| Joaquín de Aduriz       | marzo de 1976 - 10 de diciembre de 1983           |         | Ind.    |         | —       | de facto   |
| Julio César Lozano      | 10 de diciembre de 1983 - 10 de diciembre de 1987 |         | UCR     |         | —       | 1983       |
| Héctor Oscar Scavuzzo   | 10 de diciembre de 1987 - 10 de diciembre de 1991 |         | PJ      |         | FREJURE | 1987       |
| Juan Carlos Amores      | 10 de diciembre de 1991 - 10 de diciembre de 1995 |         | PJ      |         | FREJUFE | 1991       |
| Aldo Luis Mensi         | 10 de diciembre de 1995 - 10 de diciembre de 1999 |         | UCR     |         | —       | 1995       |
| Aldo Luis Mensi         | 10 de diciembre de 1999 - 10 de diciembre de 2003 |         | UCR     | Alianza | 1999    |            |
| Aldo Luis Mensi         | 10 de diciembre de 2003 - 13 de febrero de 2005   |         | UCR     | —       | 2003    |            |
| Ricardo Omar Berruet    | 13 de febrero de 2005 - 10 de diciembre de 2005   |         | UCR     | —       | 2003    |            |
| Aldo Luis Mensi         | 10 de diciembre de 2005 - 10 de diciembre de 2007 |         | UCR     | —       | 2005    |            |
| Aldo Luis Mensi         | 10 de diciembre de 2007 - 10 de diciembre de 2009 | 2007    | UCR     | —       |         |            |
| Carlos Ulises Oreste    | 10 de diciembre de 2009 - 10 de diciembre de 2011 | 2007    |         | —       | UCR     |            |
| Carlos Ulises Oreste    | 10 de diciembre de 2011 - 10 de diciembre de 2015 |         | UDESO   | 2011    | UCR     |            |
| Carlos Ulises Oreste    | 10 de diciembre de 2011 - 10 de diciembre de 2015 |         | FR      | 2011    |         | —          |
| Carlos Aníbal Berterret | 10 de diciembre de 2015 - 10 de diciembre de 2019 |         | CP      | 2015    |         | —          |
| Lisandro Matzkin        | 10 de diciembre de 2019 - 10 de diciembre de 2023 |         | CP      |         | JxC     | 2019       |
| Lisandro Matzkin        | 10 de diciembre de 2023 - En el cargo             | 2023    | CP      |         | JxC     |            |

1. ↑  Renunció al cargo.
2. ↑  Asume como interino.
3. ↑  Se llaman a elecciones para elegir un nuevo intendente.
4. ↑  Renunció para asumir como diputado provincial.
5. ↑  Asume como presidente del HCD.

## Toponimia
En homenaje del oficial Coronel Juan Pascual Pringles del Regimiento de Granaderos a Caballo del General José de San Martín, luchando contra los realistas en el combate de Chancay en las luchas por la independencia.

## Clima
Se clasifica al clima de templado típico con invierno frío, lo que favorece a cereales de invierno pero de veranos secos lo que constituye una limitante por ejemplo para los cultivos de maíz. Thornthwaite lo clasifica como un clima mesotermal de región subhúmeda seca. 
La temperatura media anual es de 13,4 °C con valores de 21,7 en enero y 6,3 en julio, donde el sistema orográfico de Ventania influye marcadamente sobre el régimen térmico de la zona, de ahí que el período libre de heladas sea corto (entre 160 a 170 días). Los meses de heladas son de abril a octubre; se han registrado heladas una vez cada siete años en marzo y noviembre. 
El régimen hídrico es de 700 mm de promedio oscilando con valores extremos de 550 a 750 mm, siendo los meses con menores registros los de junio, julio y agosto y manifestándose picos en otoño-primavera. Si bien las menores precipitaciones se registran durante el invierno, la baja evapotranspiración permite que se almacene agua en el suelo. A partir del mes de octubre a marzo la evapotranspiración supera la precipitación, presentándose un déficit en los meses más calurosos. Los vientos tienen una intensidad que oscila entre los 8 y 20 kilómetros por hora.

## Localidades del partido
- Coronel Pringles 23.149 hab.
- Indio Rico 1.165 hab.
- Lartigau 32 hab.
- El Pensamiento 26 hab.
- El Divisorio 22 hab.
- Frapal 6 hab.

- Parajes
  - Coronel Falcón
  - Krabbe
  - Las Mostazas
  - Pillahuinco
  - Reserva
  - Stegmann
  - El Gavilán
  - La Paloma
  - La Virginia
  - Manantiales